# Kérastase
Kérastase — професійний косметичний бренд по догляду за шкірою голови і волоссям, належить компанії L'Oreal.
Історія марки Kérastase почалася в 1964 році, коли президент компанії L'Oreal Франсуа Даль ухвалив рішення про створення професійного косметичного бренду по догляду за шкірою голови і волоссям класу люкс. Що не має в своєму асортименті барвників і засобів для хімічної завивки волосся, Kérastase посів особливе місце в салонах краси. До того ж на початку 60-х років склалася гостра потреба у відновленні шкіри голови і волосся.
У 1957 році на екрани вийшов фільм Бабетта йде на війну з Бріжит Бардо у головній ролі. Після показу фільму на великих екранах, перукарні та салони краси в усьому світі були переповнені дівчатами і жінками, що бажають отримати зачіску «Бабетта», яку створив перукар Жак Дессанж. Однак її виконання вимагало щільного начосу і використання великої кількості лаку для волосся, що призводило до поступового травмування шкіри голови і волосся. 
Ще однією тенденцією в перукарському мистецтві 60-х років, яка сприяла успіху Kérastase на світовому ринку, стало прагнення мати світлий відтінок волосся. Моду на платинові кучері задала ще в 40-і роки Мерлін Монро і підтримала Катрін Деньов, але часто вже після першої процедури волосся ставало сухим і ламким, набували не естетичний зовнішній вигляд, з'являлися лупа і почервоніння на шкірі голови. 
Таким чином, потреба в догляді стрімко зростала, і вже на початку 60-х років сформувалася мода на пряме волосся. На рівні з високотехнічними зачісками і бабеттами з'явилися нові техніки стрижок і укладок. Завдяки перукарю Відалу Сассуну зародилася мода на класичні стрижки ідеальної форми і ліній, які пропагували природну красу і структуру волосся. 
У 2013 для реклами засобів для укладки Couture Styling була запрошена топ-модель Кейт Мосс. У цій рекламній кампанії модель з'явилася в образі діви 60-х років Бріжит Бардо. 
У 2014 році гамму Kérastase Discipline представила — Діана Вишньова, прима-балерина Маріїнського театру.